# Ibuka Kajinosuke
Ibuka Kajinosuke est un nom japonais traditionnel ; le nom de famille (ou le nom d'école), Ibuka, précède donc le prénom (ou le nom d'artiste).
Ibuka Kajinosuke (梶之助 井深, 4 juillet 1854-24 juin 1940) est un samouraï de la fin de période Edo qui se convertit au christianisme durant l'ère Meiji.
Né à Aizu, il participe à la guerre de Boshin puis devient ministre (religieux) et enseignant. Il est crédité pour avoir introduit la YMCA au Japon.

## Source de la traduction
- (en) Cet article est partiellement ou en totalité issu de l’article de Wikipédia en anglais intitulé « Ibuka Kajinosuke » (voir la liste des auteurs).